# Шакиров, Олег Николаевич
Олег Николаевич Шакиров (р. 6.5.1982, Уфа) — спортсмен (современное пятиборье). 
Чемпион России (2002—2003). 
Победитель международного турнира (Польша, 2003) в личном зачёте.
Чемпион мира в командном зачёте и серебряный призёр чемпионата Европы в эстафете (оба — 2003) среди юниоров. 
Член сборной команды России (2002—2006).
Мастер спорта России международного класса (2003).
Окончил Башкирский государственный педагогический университет (2005).
Воспитанник Республиканской СДЮСШОР по современному пятиборью (тренеры П. Е. Судовиков, А. М. Уткин).
Заведующий Сектором спортивной работы Комитета по физкультуре и спорту Администрации ГО г. Уфа.